# Napolitaanse Wikipedia
De Napolitaanse Wikipedia (Napolitaans: Wikipedia napulitana) is een uitgave in de Napolitaanse taal van de online encyclopedie Wikipedia. De Napolitaanse Wikipedia ging op 21 december 2006 van start. In februari 2011 waren er circa 13.155 artikelen en 6.295 geregistreerde gebruikers.